# インターネット端末利用営業の規制に関する条例
インターネット端末利用営業の規制に関する条例（インターネットたんまつりようえいぎょうのきせいにかんするじょうれい）は、東京都の条例である。

## 概要
インターネットカフェ等を利用したハイテク犯罪の防止を図ることを目的に制定され、インターネットカフェ等に対して東京都公安委員会への営業届義務、利用者の本人確認義務、本人確認記録の作成義務などを規定している。違反業者には営業停止命令が出され、違反業者が命令に従わない場合、1年以下の懲役または100万円以下の罰金とする罰則を設けている。
東京都で2010年3月に条例が可決、公布された。2010年7月1日に施行されると同時に、東京都の大半のインターネットカフェが会員制に移行された。